# Titularbistum Corada
Corada  ist ein Titularbistum der römisch-katholischen Kirche. 
Es geht zurück auf ein früheres Bistum in der römischen Provinz Syria Phoenice bzw. Phoenice im heutigen Syrien. Das Bistum gehörte der Kirchenprovinz Damaskus an.
| Titularbischöfe von Corada |                                 |                                                                       |                 |                   |
| Nr.                        | Name                            | Amt                                                                   | von             | bis               |
| 1                          | Johann Adam Buckel              | Weihbischof in Speyer (Freie Reichsstadt Speyer)                      | 9. März 1745    | 19. Oktober 1771  |
| 2                          | Jean-Didier de Saint Martin MEP | Apostolischer Koadjutorvikar, Apostolischer Vikar von Sichuan (China) | 15. Januar 1782 | 15. November 1801 |
| 3                          | Augustinus Frotz                | Weihbischof in Köln (Deutschland)                                     | 7. August 1962  | 12. November 1994 |

## Weblink
- Eintrag auf catholic-hierarchy.org (englisch)